# Ilhas Ogasawara
As ilhas Ogasawara (小笠原諸島, Ogasawara Shotō) são um arquipélago formado por mais de 30 ilhas subtropicais e tropicais; algumas das quais distam, em linha reta, mais de 1.000 km de Tóquio, no sentido sul.
Administrativamente, formam uma das povoações de Tóquio, capital do Japão. As ilhas também são conhecidas como ilhas Bonin ou, em português, Ilhas Bonim. A área total das ilhas do arquipélago é de 84 km².
As únicas ilhas habitadas são Chichi-jima (父島) e Haha-jima (母島). Estas ilhas formam o povoado de Ogasawara. Também há uma base militar em Iwo Jima, com um grupo de aproximadamente 400 militares. 

## Fauna
A composição faunística das ilhas é característica de sistemas isolados de ilhas oceânicas. O número de táxons nativos é incomumente distorcido, com alguns sub-representados ou totalmente ausentes, enquanto outros são desproporcionalmente grandes em número. A única espécie de mamífero nativo terrestre é a raposa-voadora de Bonin, endêmica e criticamente ameaçada, Pteropus pselaphon (CR). A distribuição desta espécie é confirmada em Chichijima, Hahajima, Kita-iwoto, Iwoto e Minami-iwoto e também pode habitar as ilhas Anijima e Mukojima. O número de espécies de pássaros que se estabeleceram nas ilhas é limitado em comparação com a avifauna do Japão, já que as Ilhas Ogasawara ficam a cerca de 1.000 km da massa de terra considerável mais próxima. No entanto, quatorze das 195 espécies de aves registradas estão na Lista Vermelha da IUCN e 22 espécies de aves nativas são conhecidas por se reproduzir nas ilhas. Atualmente, o comedor de mel de Bonin Apalopteron familiare (VU) é a única ave terrestre endêmica existente. Duas espécies de répteis terrestres foram registradas nas ilhas: o endêmico lagarto de olhos de cobra de Ogasawara, Cryptoblepharus nigropunctatus, e a lagartixa da Micronésia, Perochirus ateles. Existem 1380 espécies de insetos, 379 das quais são endêmicas. As Ilhas Ogasawara abrigam ainda 40 espécies registradas de peixes de água doce, incluindo uma espécie endêmica do gênero Rhinogobius. Um dos exemplos mais característicos de radiação adaptativa da fauna é encontrado nos caracóis terrestres. Existem 134 espécies de caracóis terrestres, das quais 100 são endêmicas. Entre os invertebrados do solo de interesse estão os isópodes do gênero Ligia, incluindo Ligia boninensis, que (ao contrário da maioria das espécies de Ligia, que ocorrem em ambientes marinhos) parece manter níveis mais baixos de salinidade interna e ter se adaptado a ambientes terrestres.
No oceano ao redor das ilhas, 795 espécies de peixes, 23 espécies de cetáceos (incluindo a ameaçada baleia Sei Balaenoptera borealis (EN), Baleia azul (B. musculus - EN), Baleia-comum B. physalus (EN) e a Baleia Franca do Pacífico Norte Eubalaena japonica (EN) e 226 espécies de corais hermatípicos foram documentados.O oceano ao redor do arquipélago é conhecido por fornecer excelente habitat para cetáceos e tartarugas migratórias.

## População Humana Local
A ocupação humana das ilhas é relativamente recente, com um pequeno grupo de ocidentais e ilhéus do Pacífico se estabelecendo em Chichijima em 1830. As ilhas foram praticamente abandonadas durante a Segunda Guerra Mundial e reocupadas somente após 1968. Hoje, apenas duas das ilhas dentro da propriedade nomeada são habitadas (Chichijima e Hahajima) com uma população residencial combinada de 2.462 (em 2009), e o crescimento geral da população residencial é modesto. As áreas residenciais e os terrenos agrícolas de pequena escala circundantes estão excluídos da área da propriedade indicada.

### Conservação
Apesar de seu pequeno tamanho, as Ilhas Ogasawara oferecem um registro valioso dos processos evolutivos da Terra, demonstrando claramente os processos de evolução em sua flora e fauna, incluindo radiação adaptativa, e contêm um alto nível de endemismo e alto nível de diversidade biológica em certos grupos de espécies. Por exemplo, notáveis exemplos de especiação através de radiação adaptativa são vistos entre os caracóis terrestres e vários modos de especiação mostrando as características da evolução em ilhas oceânicas são vistos nas espécies de plantas. As ilhas fornecem habitats para muitas espécies ameaçadas de importância global e são particularmente valiosas para a conservação da biodiversidade na região noroeste do Pacífico.
Cada parte componente da propriedade das Ilhas Ogasawara é designada como Área Importante para Aves (IBA) pela BirdLife International. Além disso, o Arquipélago de Ogasawara é designado como Área de Aves Endêmicas (EBA) pela BirdLife International, porque é o habitat do endêmico papa-mel de Bonin e uma subespécie do pombo torcaz japonês Columba janthina nitens, uma espécie de alcance restrito.
As Ilhas Ogasawara fornecem um excelente exemplo do processo pelo qual os arcos de ilhas oceânicas se formam e tomam forma ao longo de milhões de anos em resposta à subducção sob uma placa oceânica. Ao contrário da maior parte do Arco Izu-Ogasawara, que se encontra no fundo do oceano, exposições terrestres dos estratos geológicos e fluxos de lava diferenciados podem ser observados em detalhes nas Ilhas Ogasawara, representando o desenvolvimento cronológico completo de um arco de ilha oceânica e fornecendo um excelente registro evolutivo. de como a crosta continental se formou e cresceu na Terra.

## Subgrupos de ilhas
As ilhas Ogasawara consistem em quatro subgrupos, incluindo as ilhas Volcano, que são listadas junto com suas ilhas principais:
- Grupo Mukojima (聟島列島 Mukojima Rettō) - antigo grupo Parry
  - Mukojima (聟島, literally: Ilha Noivo)
  - Yomejima (嫁島, literally: Ilha Noiva)
  - Nakōdo-jima ou Nakadachijima (媒島, literalmente: Ilha Mediador)
  - Kitanojima (北ノ島 or 北島, literally: Ilha do Norte)
- Grupo Chichijima (父島列島 Chichijima Rettō) - antigo grupo Beechey
  - Chichijima (父島, literalmente: Ilha Pai),
  - Anijima (兄島, literalmente: Ilha Irmão Mais Velho)
  - Otōtojima (弟島, literalmente: Ilha Irmão Mais Novo)
- Grupo Hahajima (母島列島 Hahajima Rettō) - antigo grupo Baily
  - Hahajima (母島, literalmente: Ilha Mãe)
  - Anejima (姉島, literalmente: Ilha Irmã Mais Velha)
  - Imōtojima (妹島, literalmente: Ilha Irmã Mais Nova)
- Grupo Vulcano (火山列島 Kazan Rettō)
  - Kitaiōjima (北硫黄島 Kitaiōjima, literalmente: Ilha Enxofre do Norte)
  - Iwojima/Iōtō (硫黄島 Iōjima, literalmente: Ilha Enxofre)
  - Minamiiōjima, oficialmente Minami Iwo To (南硫黄島 Minamiiōjima, literalmente: Ilha Enxofre do Sul)
- Ilhas isoladas, oeste do grupo Hahajima e norte do grupo Volcano:
  - Nishinoshima (西之島, literalmente: Ilha Ocidental, também: ilha Rosário)
- Ilhas remotamente isoladas, não geograficamente mas administrativamente parte das ilhas Ogasawara:
  - Okinotorishima (沖ノ鳥島 or 沖鳥島, literalmente: Ilha Pássaro Remoto)
  - Minamitorishima (南鳥島, literalmente: Ilha sul das aves, também conhecida por ilha Marcus)

O grupamento de ilhas inabitadas mais a extremo sul é conhecido como ilhas Volcano; 700 km ao sul de Okino Torishima, e 1.900 km a leste de Minami Torishima.